# Brooke County
Brooke County är ett county i norra delen av delstaten West Virginia, USA. År 2010 hade countyt 24 069 invånare. Den administrativa huvudorten (county seat) är Wellsburg. Countyt har fått sitt namn efter Virginias guvernör åren 1794-96, Robert Brooke.

## Geografi
Enligt United States Census Bureau så har countyt en total area på 239 km². 230 km² av den arean är land och 9 km² är vatten. 

### Angränsande countyn
- Hancock County - nord
- Washington County, Pennsylvania - öst
- Ohio County - syd
- Jefferson County, Ohio - väst

### Städer och samhällen
- Beech Bottom
- Bethany
- Follansbee
- Weirton (delvis)
- Wellsburg
- Windsor Heights